# Davenport (circonscription fédérale)
Pour les articles homonymes, voir Davenport.
Circonscription électorale fédérale du Canada
Davenport est une circonscription électorale fédérale canadienne située en Ontario.

## Circonscription fédérale
La circonscription est située dans le sud de l'Ontario, dans centre-ville de Toronto. Elle inclut les quartiers de Fairbank, Oakwood-Vaughan, St. Clair Gardens, Corso Italia, Dovercourt Village, Bloordale Village, Bloorcourt Village, Brockton Village, Junction Triangle et la partie ouest de Rua Acores.
Les circonscriptions limitrophes sont Spadina—Harbourfront, Taiaiako'n—Parkdale—High Park, Toronto—St. Paul's, University—Rosedale, York-Sud—Weston—Etobicoke, et Eglinton—Lawrence.

### Députés
La circonscription de Davenport a été créée en 1933 avec des parties de Parkdale et de Toronto-Nord-Ouest.
| Législature                            | Années          | Député                    | Député                | Parti                 |
| -------------------------------------- | --------------- | ------------------------- | --------------------- | --------------------- |
| Bruce issue de Bruce-Nord et Bruce-Sud |                 |                           |                       |                       |
| 18e                                    | 1935–1940       |                           | John Ritchie MacNicol | Conservateur          |
| 19e                                    | 1940–1945       | Gouvernement national     | John Ritchie MacNicol |                       |
| 20e                                    | 1940–1945       | Progressiste-conservateur | John Ritchie MacNicol |                       |
| 21e                                    | 1949–1953       |                           | Paul Hellyer          | Libéral               |
| 22e                                    | 1953–1957       |                           | Paul Hellyer          | Libéral               |
| 23e                                    | 1957–1958       |                           | Douglas Morton        | Gouvernement national |
| 24e                                    | 1958–1962       |                           | Douglas Morton        | Gouvernement national |
| 25e                                    | 1962–1963       |                           | Walter L. Gordon      | Libéral               |
| 26e                                    | 1963–1965       |                           | Walter L. Gordon      | Libéral               |
| 27e                                    | 1965–1968       |                           | Walter L. Gordon      | Libéral               |
| 28e                                    | 1968–1972       | Charles Caccia            |                       | Libéral               |
| 29e                                    | 1972–1974       | Charles Caccia            |                       | Libéral               |
| 30e                                    | 1974–1979       | Charles Caccia            |                       | Libéral               |
| 31e                                    | 1979–1980       | Charles Caccia            |                       | Libéral               |
| 32e                                    | 1980–1984       | Charles Caccia            |                       | Libéral               |
| 33e                                    | 1984–1988       | Charles Caccia            |                       | Libéral               |
| 34e                                    | 1988–1993       | Charles Caccia            |                       | Libéral               |
| 35e                                    | 1993–1997       | Charles Caccia            |                       | Libéral               |
| 36e                                    | 1997–2000       | Charles Caccia            |                       | Libéral               |
| 37e                                    | 2000–2004       | Charles Caccia            |                       | Libéral               |
| 38e                                    | 2004–2006       | Mario Silva               |                       | Libéral               |
| 39e                                    | 2006–2008       | Mario Silva               |                       | Libéral               |
| 40e                                    | 2008–2011       | Mario Silva               |                       | Libéral               |
| 41e                                    | 2011–2015       |                           | Andrew Cash           | NPD                   |
| 42e                                    | 2015–2019       |                           | Julie Dzerowicz       | Libéral               |
| 43e                                    | 2019–2021       |                           | Julie Dzerowicz       | Libéral               |
| 44e                                    | 2021–2022       |                           | Julie Dzerowicz       | Libéral               |
| 45e                                    | 2025 – en cours |                           | Julie Dzerowicz       | Libéral               |

### Résultats électoraux
|       | Candidat        | Parti        | # de voix | % des voix |
|       | Carlos Oliveira | Conservateur | +05 233,  | 10,55 %    |
|       | Julie Dzerowicz | Libéral      | +21 947,  | 44,26 %    |
|       | (X) Andrew Cash | NPD          | +20 506,  | 41,36 %    |
|       | Dan Stein       | Vert         | +01 530,  | 3,09 %     |
|       | Miguel Figueroa | Communiste   | +00261,   | 0,53 %     |
|       | Chai Kalevar    | Indépendant  | +00107,   | 0,22 %     |
| Total | Total           | Total        | 49 584    | 100 %      |

|       | Candidat          | Parti           | # de voix | % des voix |
|       | Theresa Rodrigues | Conservateur    | +05 573,  | 14,34 %    |
|       | (x) Mario Silva   | Libéral         | +10 946,  | 28,16 %    |
|       | Andrew Cash       | NPD             | +21 096,  | 54,28 %    |
|       | Wayne Scott       | Vert            | +00954,   | 2,45 %     |
|       | Miguel Figueroa   | Communiste      | +00167,   | 0,43 %     |
|       | Simon Luisi       | Animal Alliance | +00128,   | 0,33 %     |
| Total | Total             | Total           | 38 864    | 100 %      |

|       | Candidat          | Parti              | # de voix | % des voix |
|       | Theresa Rodrigues | Conservateur       | +03 838,  | 11,01 %    |
|       | (x) Mario Silva   | Libéral            | +15 945,  | 45,75 %    |
|       | Peter Ferreira    | NPD                | +10 895,  | 31,26 %    |
|       | Scott Wayne       | Vert               | +03 653,  | 10,48 %    |
|       | Sarah Thompson    | Marxiste-léniniste | +00096,   | 0,28 %     |
|       | Simon Cisi        | Animal Alliance    | +00092,   | 0,26 %     |
|       | Miguel Figueroa   | Progressiste       | +00160,   | 0,46 %     |
|       | Wendy Forrest     | Indépendant        | +00172,   | 0,49 %     |
| Total | Total             | Total              | 34 851    | 100 %      |

## Circonscription provinciale
Depuis les élections provinciales ontariennes du 4 octobre 2007, l'ensemble des circonscriptions provinciales et des circonscriptions fédérales sont identiques.